# Dan Hampton
Pro Football Hall of Fame 2002
(en) Statistiques sur pro-football-reference
Daniel Oliver Hampton , né le 19 septembre 1957 à Oklahoma City, est un ancien joueur américain de football américain qui évoluait au poste de defensive tackle.
Après une carrière universitaire sous le maillot des Razorbacks de l'Arkansas, il est sélectionné en 4e position par les Bears de Chicago en National Football League (NFL) avec lesquels il remporte notamment le Super Bowl XX.